# 布拉格淖尔
布拉格淖尔也作布拉格诺尔、巴彦宝拉格淖尔、布拉格湖，是位于中国内蒙古自治区锡林郭勒盟锡林浩特市巴彦宝拉格苏木西南的一个湖泊。其位置约为东经115°52′,北纬44°15′。湖面海拔945米，面积约2.5平方公里，主要沉积物为石盐和芒硝。巴彦宝拉格淖尔来自蒙古语，是富饶的泉水湖的意思。属于蒙新高原区。它的一级流域为内流区诸河，二级流域为内蒙古内流区。
布拉格淖尔位于巴彦宝拉格苏木政府驻地西南约7千米、锡林郭勒河左岸的一个洼地中，洼地中有布拉格淖尔和呼吉尔诺尔2个碱水湖泊，集水面积共有307.03平方千米。特大水时，水面高程超过945米时，两湖湖水可流入锡林郭勒河。
根据《中国湖泊志》附录中的数据记载，布拉格淖尔水位为945米，湖长2.3千米，最大宽1.5千米，平均宽1.1千米，面积2.6平方千米。
2021年锡林浩特市人民政府在关于划定主要河湖管理范围的公告中记载，布拉格淖尔岸线长3.85千米，划界面积2.58平方千米。